# (7239) Mobberley
(7239) Mobberley ist ein Asteroid des inneren Hauptgürtels, der am 4. Oktober 1989 vom britischen Amateurastronomen Brian G. W. Manning an der Sternwarte Stakenbridge (IAU-Code 494) entdeckt wurde.
Der Asteroid wurde nach dem britischen Amateurastronomen und Buchautor Martin Mobberley (* 1958) benannt, der eine Vielzahl kosmischer Objekte fotografierte und acht Bücher für den Springerverlag verfasste.